# Cantó de Vinay
El cantó de Vinay  és un cantó francès al districte de Grenoble (departament de la Isèra) amb capital a Vinay. Té 11 municipis - L'Albenc, Chantesse, Chasselay, Cognin-les-Gorges, Malleval-en-Vercors, Serre-Nerpol, Notre-Dame-de-l'Osier, Rovon, Saint-Gervais, Varacieux i Vinay -
| Data d'elecció                           | Identitat        | Partit                               | Qualitat |
| ---------------------------------------- | ---------------- | ------------------------------------ | -------- |
| 1949-196.                                | Paul Martinais   | SFIO                                 |          |
| 196.-1992                                | Marcel Carlin    | Divers droite, després Divers gauche |          |
| 1992-1998                                | Bernard Quercy   | RPR                                  |          |
| 1998-                                    | Jean-Claude Coux | Divers gauche, aparentat amb PCF     |          |
| les dades anteriors no són pas conegudes |                  |                                      |          |

| 1962  | 1968  | 1975  | 1982  | 1990  | 1999  | 2007  |
| ----- | ----- | ----- | ----- | ----- | ----- | ----- |
| 5.762 | 6.265 | 6.365 | 6.930 | 7.404 | 7.925 | 9.031 |